# Autarite
Autarite ou Autaritos (en latin : Autaritus ; mort en -238) est un chef mercenaire gaulois. 
Il combattit lors de la première guerre punique les Romains devant Agrigente et resta fidèle à Carthage au moment où ses compatriotes passèrent en masse aux Romains. De retour en Afrique, il fut l’un des chefs de la guerre des Mercenaires en -241 et poussa ses hommes à la plus grande sauvagerie en raison de son talent d’orateur et ses notions de phénicien. Il est le responsable du massacre de Giscon, donnant le départ des atrocités de cette guerre. Bloqué par Hamilcar Barca dans le défilé de la Hache avec Spendios, il se rendit alors aux Carthaginois qui le mirent en croix face aux murs de Carthage, tenus par les mercenaires de Mathô, en -238.
Gustave Flaubert en fait un personnage de son roman Salammbô, en transformant le nom Autharite.